# 육구몽
육구몽(陸龜蒙, ? ~ 881년)은 당나라 시대의 중국의 시인이다. 소주(蘇州) 사람이다. 자(字)는 노망(魯望)이고, 호(號)는 자신이 지었는데 보리선생(甫里先生)과 천수자(天隨子)다. 집안은 명문의 세족으로 대대로 높은 관직에 올랐지만 점차 쇠퇴했다. 그러나 육구몽은 다른 시인들의 청소년 시기와 마찬가지로 유가(儒家)의 경전을 공부하며 과거를 준비했다. 후에 과거에 응시했으나 급제하지 못했고, 잠시 호주자사(湖州刺史)의 막부(幕府)에서 관리 생활을 했다. 그러나 얼마 안 되어 관직을 그만두고 현재의 쑤저우(蘇州)지역인 송강(松江)의 보리(甫里)에서 은거 생활을 시작했다. 이때 피일휴와 왕래하게 되고 서로 화답하는 시를 지으며 우의를 다졌기에 후에 ‘피륙(皮陸)’으로 명성을 날렸다. 대부분의 생애를 은거했기에 생년은 명확하지 않으며, 약 881년에 생을 마쳤다.